# Raranitingga
Raranitingga är en ö i Fiji.   Den ligger i divisionen Norra divisionen, i den västra delen av landet, 270 km väster om huvudstaden Suva.